# Pardosa saltans
Pardosa saltans es una especie de araña araneomorfa del género Pardosa, familia Lycosidae. Fue descrita científicamente por Töpfer-Hofmann en 2000.
Habita en Europa y Turquía.